# エーコープえひめ
株式会社エーコープえひめは、愛媛県内でスーパー「Aコープ」を展開していた企業である。2011年4月1日にAコープ中国と合併し消滅した。

## 沿革
- 2006年（平成18年） - JA全農えひめと愛媛県内の単位農協が出資して「株式会社エーコープえひめ」を設立。
- 2011年（平成23年）4月1日 - Aコープ中国と合併してAコープ西日本が発足。これに伴い消滅した。

## 店舗
- 県内に19店舗を経営している。